# Économie de Malte
Malte dispose d’une économie de services hautement industrialisée. Il est classé comme pays développé par le Fonds monétaire international et est considéré comme un "pays à revenu élevé" par la Banque mondiale ayant une "économie axée sur l'innovation" selon le Forum économique mondial. Il est un membre de l'Union européenne et de la zone euro, ayant officiellement adopté l'euro le 1er janvier 2008.
Les points forts de l'économie de Malte sont son emplacement stratégique, étant située au milieu de la mer Méditerranée, à un carrefour entre l'Europe, l'Afrique du Nord et le Moyen-Orient, son économie de marché ouverte pleinement développée, la population multilingue (88 % des Maltais parlent anglais), une main-d'œuvre productive, un faible impôt sur les sociétés et les pôles de la finance et les clusters en TIC y sont bien développés. L'économie est dépendante du commerce extérieur, de la fabrication (en particulier l'électronique), du tourisme et des services financiers. En 2014, plus de 1,7 million de touristes ont visité l'île. 
Le PIB par habitant de Malte, ajusté à la parité de pouvoir d'achat, s’élève à $ 29 200 et se classe à la 15e place dans la liste des pays de l'UE en termes de standard de pouvoir d'achat. Dans l'année civile 2013, Malte a enregistré un déficit budgétaire de 2,7 %, ce qui est dans les limites imposées pour les pays de la zone euro par les critères de Maastricht et la dette publique brute est de 69,8 %.  Avec un taux de 5,9 %, Malte a le sixième taux le plus bas de chômage dans l'UE.
Malte est le 15e pays le plus démocratique dans le monde selon l'indice de démocratie de l'Economist Intelligence Unit.